# Verona Island
Verona Island es un pueblo ubicado en el condado de Hancock en el estado estadounidense de Maine. En el Censo de 2010 tenía una población de 544 habitantes y una densidad poblacional de 23,97 personas por km².

## Geografía
Verona Island se encuentra ubicado en las coordenadas 44°32′8″N 68°46′51″O / 44.53556, -68.78083. Según la Oficina del Censo de los Estados Unidos, Verona Island tiene una superficie total de 22.7 km², de la cual 16.16 km² corresponden a tierra firme y (28.82%) 6.54 km² es agua.

## Demografía
Según el censo de 2010, había 544 personas residiendo en Verona Island. La densidad de población era de 23,97 hab./km². De los 544 habitantes, Verona Island estaba compuesto por el 97.43% blancos, el 0% eran afroamericanos, el 0.18% eran amerindios, el 0% eran asiáticos, el 0% eran isleños del Pacífico, el 0% eran de otras razas y el 2.39% pertenecían a dos o más razas. Del total de la población el 0.37% eran hispanos o latinos de cualquier raza.